# 星野康太
星野 康太（ほしの こうた、Kota Hoshino、男性、1975年4月23日生まれ、東京都出身） は日本の作曲家。 
代表作は株式会社フロム・ソフトウェアの『アーマード・コアシリーズ』、『エヴァーグレイス』シリーズ、『メタルウルフカオス』など。

## 特徴
ギター、ベース、シンセサイザーを駆使し、ボーカルもこなす。
ロック、テクノからオーケストラまで多彩なジャンルを手がける。楽曲中の女声やコーラスは星野自身の声を録音し加工したものである。
音楽系WebサイトMySpaceにて、オリジナルの楽曲や自身の手がけたゲーム楽曲のアレンジを公開している｡

## アーマード・コアシリーズ
最も長く関わりのあるアーマード・コアシリーズには、『ACMOA』から参加。『ACN』『AC4』『ACfA』ではリードコンポーザーを務めた。星野の手がけた楽曲全てを既存のジャンルでくくることは難しく、本人は「アーマード・コア」というひとつのジャンルだと語る。また、これらの楽曲は、最初期より高い評価を受けている｡
サウンドトラックのブックレットのコメント、書籍『アーマード・コア 10ワークスコンプリート』のインタビューによると、『ACN』は日常で生きることを意識し、ロックテイストを盛り込んだテクノ、『AC4』『ACfA』はオーケストラ、ロックが中心とのこと。

## ディスコグラフィー
- ARMORED CORE ORIGINAL BEST TRACK (1998)
- ARMORED CORE 2 ORIGINAL SOUNDTRACK (2000)
- EVERGRACE ORIGINAL SOUNDTRACK (2000)
- ARMORED CORE 3 ORIGINAL SOUNDTRACK (2002)
- ARMORED CORE 3 SILENT LINE SOUNDTRACK BOOK (2003)
- ARMORED CORE NEXUS ORIGINAL SOUNDTRACK (2004)
- ARMORED CORE 4 ORIGINAL SOUNDTRACK (2006)
- ARMORED CORE for Answer ORIGINAL SOUNDTRACK (2008)
- ARMORED CORE REPRISES (2011)
- ARMORED CORE Ⅴ ORIGINAL SOUNDTRACK (2012)
- ARMORED CORE VERDICT DAY ORIGINAL SOUNDTRACK (2012)
- SUNRISE (2013)
- Day After Day (2014)